# Dépendance au jeu de rôle en ligne massivement multijoueur
Pour des articles plus généraux, voir Dépendance au jeu vidéo et Dépendance à Internet.
La dépendance au jeu de rôle en ligne massivement multijoueur désigne un trouble psychologique d'addiction à un type de jeu vidéo particulier, le jeu de rôle en ligne massivement multijoueur (en anglais, massively multiplayer online role-playing game, souvent abrégé sous la forme MMORPG). Les MMORPG modernes sont arrivés dans les années 1990, et ont apporté d'importants changements dans le monde du jeu vidéo, notamment le fait d'interagir constamment avec les autres joueurs dans un monde ouvert en ligne, c'est-à-dire connecté à un serveur informatique.
Ce nouveau genre suscite énormément d’intérêt chez les joueurs depuis son arrivée. Par exemple, en 2010, la compagnie Blizzard Entertainment annonçait que leur jeu World of Warcraft comptait plus de 12 millions d’abonnés actifs à lui seul. C'est cette année que les analystes de SuperData, une compagnie faisant l'étude du marché numérique, a rendu un rapport prévoyant que le marché mondial des MMORPG pourrait générer des revenus d'environ 11 milliards de dollars américains, soit près de 21 % de la totalité du marché numérique.

## Contexte
La dépendance au MMORPG est fortement liée à la notion de dépendance au jeu vidéo en général. Les phénomènes d'addiction liés aux drogues font régulièrement l'objet d'études, mais le cas particulier de l'addiction au jeu vidéo et encore plus particulièrement aux MMORPG est relativement peu étudié dans le monde scientifique,. Cependant, les quelques études réalisées sur le sujet semblent mettre en évidence l'existence d'un phénomène d'addiction aux MMORPG,,, sachant que les joueurs ont à la base tendance à jouer de manière plus intensive aux MMORPG qu'aux jeux vidéo classiques.
Il faut également noter que parler de MMORPG « en général » est délicat dans la mesure où ce genre est vaste à la fois dans les univers développés ainsi que dans les mécaniques de jeu, et les phénomènes d'addiction peuvent varier selon ces critères. Cependant le genre héroic-fantasy (ou médiéval-fantastique) est particulièrement bien représenté dans les jeux de rôle en ligne, comme dans World of Warcraft.

## Symptômes
Les symptômes de l'addiction aux MMORPG sont relativement classiques par rapport aux autres types d'addiction : perte de contrôle, modification de l'humeur (par exemple culpabilité ou déprime) en raison de la prise de conscience d'avoir joué et perdu le contrôle, et manque caractérisé par une forte envie ou impatience de jouer lorsque la personne ne joue pas,.

## Caractéristiques
D'après une étude menée par Marta Beranuy et al., des joueurs étant considérés comme addicts ont déclaré avoir commencé à jouer pour les mêmes raisons que les joueurs ne présentant pas d'addiction : divertissement, évasion et recherche d'amitié virtuelle. Plusieurs recherches ont établi des liens entre certaines propriétés des MMORPG et une addiction de certains joueurs. Cependant la prédisposition pour cette addiction est liée à des caractéristiques de conditions sociales ou psychologiques des joueurs. Par exemple, il semble y avoir une prédisposition à la dépendance plus forte chez les jeunes joueurs.

### Facteurs favorisant l'addiction
Concernant les jeux eux-mêmes, une étude menée par Shang Hwa Hsu et al. a mis en évidence des facteurs pouvant déclencher l'addiction chez certains joueurs : la curiosité, la récompense, la propriété, l'obligation et le role-play (interprétation du rôle). La curiosité désigne le fait qu'un joueur soit encouragé par les caractéristiques du jeux à renouveler ses interactions avec l'environnement  pour découvrir de nouveaux objets, lieux ou missions par exemple. La récompense désigne le fait qu'un joueur gagne de l'argent virtuel ou des objets rares en accomplissant des missions dans le jeu, ou en échange d'autres objets. La propriété et l'obligation sont des facteurs sociaux ; la propriété désigne le fait que le joueur «possède» beaucoup de biens dans le jeu par rapport aux autres et l'obligation désigne la « pression sociale », un sentiment d'obligation d'avoir à jouer soit pour entretenir une communauté, soit pour garder un rang social élevé dans l’univers virtuel et relationnel du jeu. La propriété et l'obligation sont liés car souvent un joueur ayant beaucoup de biens ou un haut statut social dans le jeu (par exemple chef d'un groupe de joueurs) est conduit à jouer régulièrement pour maintenir son statut, ou rester en lien avec les membres de sa communauté.

#### Monde persistant
Dans un MMORPG, le joueur se retrouve dans un univers immersif où il pourra évoluer avec tous les autres joueurs qui y seront connectés. Or le monde dans lequel le jeu évolue est dit persistant, c’est-à-dire qu’il continue d’exister et d’évoluer même lorsque le joueur n’est pas connecté. Des événements, des expéditions ou des missions spéciales, par exemple, peuvent avoir lieu tout au long de la journée, que le joueur soit connecté ou non. Puisque les autres joueurs continuent le cas échéant d’interagir à toute heure,un syndrôme «fear of missing out» peut apparaître, i.e. une crainte de manquer des événements qui se dérouleront en cas d’absence et donc un besoin de passer plus de temps en ligne peut se développer. Cet aspect est à relier aux facteurs de propriété et d'obligation.

#### Univers immersif aux possibilités infinies
Dans la plupart des MMORPG, les joueurs sont représentés par un avatar, un personnage virtuel qu’ils créeront selon leurs goûts au tout début du jeu. À travers les diverses possibilités d'aventure dont il sera le héros, le joueur développera un sentiment d’attachement envers son avatar qu’il suivra tout au long de son cheminement dans cet univers. Les jeux de type MMORPG permettent l’invention d’une nouvelle identité virtuelle, l’appartenance à une ou plusieurs communautés, la socialisation avec les autres joueurs et la participation à des rituels. Ayant la possibilité de s'intégrer à une multitude de collectivités à même le jeu comme les guildes et les groupes et les factions, les abonnés seront en mesure de nourrir leurs besoins sociaux, soit d’échanger et de discuter avec les autres joueurs. Selon un article paru dans la revue psychologie Québec, les MMORPG permettent de satisfaire les besoins psychologiques des joueurs mieux que les autres types de jeux vidéo, ce qui les animerait à jouer de façon plus intensive. Ces aspects sont liés au facteur de role-play.
Le fait que l'univers soit vaste et souvent généré procéduralement fait que le renouvellement de la sensation de curiosité est quasi-permanent.

#### Économie virtuelle attrayante
Un système d'économie virtuelle parallèle à l'économie réelle a été développé dans certains jeux, permettant ainsi la conversion de biens virtuels en devises réelles. Ce système a engendré la pratique du gold farming, lié au facteur de récompense, où les joueurs consacrent plusieurs heures à l'intérieur du jeu afin d'obtenir des ressources et des objets pouvant accroître leur richesse virtuelle.

### Facteurs ne déclenchant pas ou peu d'addiction
D'autres facteurs semblent en revanche avoir une faible influence sur le fait qu'un jeu soit addictif ou pas. Parmi ces facteurs, le défi (difficulté des objectifs à réaliser), l'aspect fantastique, le contrôle donné au joueur sur l'univers virtuel (à quel point les décisions du joueur influencent le jeu), la compétition ou la coopération entre joueurs ainsi que la reconnaissance (succès, classement entre joueurs, streaming).
Le fait que des études identifient des facteurs ayant une faible influence sur l'addiction, comme ceux précédemment cités, peuvent aider les développeurs de jeu vidéo à proposer de nouveaux contenus peu dangereux au regard de l'addiction, en axant les mécaniques de jeu sur ces facteurs plutôt que sur ceux qui ont été identifiés comme pouvant déclencher l'addiction.

## Conséquences sur les joueurs

### Types de joueurs
Dans le cadre d’une étude proposée par la Faculté de psychologie et des sciences de l’éducation et du service d’addictologie des Hôpitaux Universitaires de Genève (HUG), les chercheurs ont divulgué que « dans environ 20 % des cas, la pratique de World of Warcraft a des répercussions négatives sur la vie quotidienne, professionnelle ou sociale ». Par le fait même, ils ont pu mettre en évidence deux profils de joueurs exposés à l’addiction des MMORPG. Le premier type porte le nom « escapers », soit les individus qui recherchent les possibilités de s’investir pleinement dans l’histoire ainsi que de se projeter dans la peau des personnages. Les motifs de jeu de ces derniers sont d’échapper aux différents problèmes de la vie réelle ou lorsqu’ils présentent des signes d’anxiété. Le deuxième type de joueurs, baptisé « achievers », est plutôt intéressé par le côté compétitif des MMORPG. Ils accordent beaucoup d’importance à la puissance de leur avatar et de son équipement, souvent dans le cadre des duels contre d’autres abonnés. Dans les deux cas, selon cette étude, le temps passé devant l’écran a souvent une influence négative sur leur vie en dehors du jeu.

### Dérives
Dans une prison chinoise, les prisonniers étaient forcés de jouer au jeu World of Warcraft une douzaine d'heures par jour, afin de rapporter d'importantes sommes d'argent aux dirigeants de ces établissements.
Dans le journal CBS News le 17 octobre 2002 a été annoncé le suicide d’un jeune homme nommé Shawn Woolley devant son ordinateur, plus précisément devant le jeu EverQuest. La mère de la victime expliquait qu’il n’était même plus en mesure de contrôler son temps de jeu. Même si la dépendance à EverQuest ne peut pas forcément expliquer la mort de Shawn Woolley, plusieurs personnes revendiquaient les dommages que le jeu leur a causés à la suite de l’événement[réf. nécessaire].
Plusieurs recherches ont vu le jour en raison des controverses et dérives médiatisées autour des MMORPG. Une étude publiée dans le BioMed Central évaluait les caractéristiques d’un groupe de 448 jeunes adultes pratiquant les jeux de rôle en ligne. L’expérimentation avait pour but d’évaluer les caractéristiques des individus ayant une dépendance par rapport aux non-dépendants. Dans l’ensemble du groupe, 27,5 % d’entre eux furent catégorisés « positifs », c’est-à-dire présentant des signes d’addiction. Cette même portion des joueurs était exposée à des difficultés sur les plans social, financier et professionnel et montrait même des signes d’irritabilité et d’instabilité émotionnelle,.